# ジム・デイヴィス (俳優)

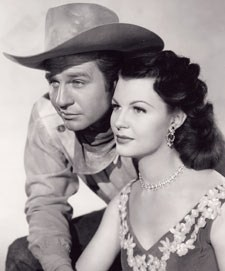
1954年、連続テレビドラマ『Stories of the Century』のデイヴィスおよびメアリー・キャッスル

ジム・デイヴィス (Jim Davis、出生名マーティン・デイヴィス(Marlin Davis) 1915年8月26日 – 1981年4月26日) は、アメリカ合衆国の俳優。CBSのプライムタイム・ソープオペラ『ダラス』のジョック・ユーイング役で知られ、末期疾患が悪化して演じることができなくなるまで役に就いていた。

## 生い立ちおよび経歴
ミズーリ州北西のプラット郡エドガートンに生まれ、ディアボーンの高等学校卒業後、リバティにあるバプテスト系ウィリアム・ジュウェル・カレッジに進学した。カレッジにてアメリカンフットボールのチームでタイトエンドに就き、卒業時に政治学士を取得した。第二次世界大戦時、アメリカ沿岸警備隊に所属していた。
1948年のメロドラマ『幸福への招待状』でのベティ・デイヴィスの相手役として初めて名のある役に配役され、「ジム・デイヴィス」の芸名で知られるようになった。ウォーレン・ベイティ主演の陰謀系スリラー『パララックス・ビュー』での議員役で印象を残したが、その後の映画の多くがB級映画で、そのほとんどが西部劇であった。
連続テレビドラマ『Death Valley Days』のエピソード「"Little Washington"」において、新たなネバダ州知事を狙う下院議員のマーク・テイバー役を演じるなど最終的に13回登場した。1965年、エピソード「"Devil's Gate"」にて金鉱採掘の代わりにオレゴンに立ち寄ることを決めた幌馬車隊の仲間たちに見捨てられた歴史上の人物であるワゴン・マスターのエズラ・ミーカーを演じた。1967年、サラマンダー・セーフに言及したエピソード「"The Day They Stole the Salamander"」にてサウスダコタ州デッドウッドのルーク・キャンベル役を演じた。1969年、ウィリアム・G・バトラー大佐役を演じた。バトラーはテキサス州ヘレナで息子エメットを殺害されたが誰も犯人を明かさなかったため、バトラーが手をまわしてヘレナを避けて鉄道を通し、カーンズ郡の郡庁舎をサンアントニオ南のカーンズ・シティに設置するなど復讐を果たし街を寂れさせてゴーストタウンと変えた。
1954年から1955年、西部劇アンソロジーの連続テレビドラマ『Stories of the Century』で主演およびナレーターを務めた。悪名高いガンマンやアウトローを裁くサウスウェスト鉄道の鉄道警察マット・クラーク役を演じ、メアリー・キャッスル、クリスティン・ミラーと共演した。同作はエミー賞を獲得した最初の西部劇作品となった。他にジョン・ウェズリー・ハーディン、サム・バス、ドク・ホリデイ、ドルトン・ギャング、ヤンガー・ブラザーズ、ベル・スター、ホアキン・ムリエタ、L・H・マスグローヴ、クレー・アリソンなど実在の人物が登場した。1957年、デイル・ロバートソンと共に『Tales of Wells Fargo』に出演し、過去に傷を持つアウトロー役を演じた。
1958年から1960年、アドベンチャー連続テレビドラマ『Rescue 8』でスキップ・ジョンソン役を演じ、ウェス・キャメロン役のラン・ジェフリーズと共に主演した。この頃、ジョン・ブロムフィールド主演の犯罪ドラマ『モーガン警部』にゲスト出演した。
『Perry Mason』において、1962年のシーズン6のエピソード「"The Case of the Fickle Filly"」でジョージ・テイバー役、1964年のシーズン8のエピソード「"The Case of a Place Called Midnight"」の殺人被害者ジョー・ファレル役でゲスト出演した。またジャック・ロード主演のアドベンチャー連続テレビドラマ『Stoney Burke』にゲスト出演した。1964年、『Death Valley Days』のエピソード「"After the OK Corral"」にてワイアット・アープ役を演じ、ウィリアム・タネンは牧場主でガンマンのアイク・クラントン役を演じた。
『ガンスモーク』に11回、『Daniel Boone』、『Wagon Train』、『ララミー牧場』にそれぞれ4回出演した。1963年5月14日、『ララミー牧場』の最終回の1つ前のエピソード「"Trapped"」において、トミ・サンズ、クロード・エイキンズ、モナ・フリーマンと共にゲスト出演した。スリム・シャーマン(ジョン・スミス)は森の中で誘拐され怪我をした女性(フリーマン)を見つける。マイク・ウイリアムズ(デニス・ホームズ)が助けを求めに行くが、女性は別の男に再びさらわれる。スリムは犯人を追跡するが、女性の父親(バートン・マクレーン)を3人目の犯人と誤認する。女性のボーイフレンド(サンズ)は女性の父親から捜索を依頼される。他に『The High Chaparral』の1エピソードに出演し、ジョン・ウェイン主演の『リオ・ロボ』(1970年)、『100万ドルの血斗』(1971年)に端役で出演した。
1972年のジョン・ウェイン主演の映画『11人のカウボーイ』を基にした、1974年のABCの西部劇連続テレビドラマ『The Cowboys』でマーシャル・ビル・ウィンター役で主演した。

### 『ダラス』および晩年
やや小さい役が続いた後、1978年、『ダラス』のユーイング家の家長ジョック・ユーイング役に配役された。
シーズン4の頃、多発性骨髄腫と診断されたが、可能な限り撮影を続行した。このシーズンでは着席のシーンが多く、声は弱く病気の影響が出ていた。シーズン後半では化学療法による脱毛を隠すためにカツラを着用していた。
シーズン4終盤にて、ジョックの開発業務と妻のミス・エリ―(バーバラ・ベル・ゲデス)との不和のストーリーは突如なくなった。デイヴィスが仕事を続けられなくなり、脚本家らはジョックとミス・エリ―は2度目の新婚旅行でヨーロッパに向かうことにした。エピソード「"New Beginnings"」において、デイヴィスの体調は非常に悪く、ジョックとミス・エリ―はリムジンでサウスフォークを出発したのがデイヴィスにとって唯一のシーンであり、最後の言葉が口の動きと台詞が異なり、吹替されていた。シーズン4で残り2話を残し、これがデイヴィスにとって最後の登場シーンとなり、シーズン4放送中の1981年4月26日、合併症で亡くなった。
デイヴィスが亡くなる前から他の俳優による代役はたてないこととなった。また、亡くなった後もシーズン4最終回までオープニング・クレジットに名前と写真が残された。
デイヴィスが亡くなった後もシーズン5までジョック・ユーイングは生存していることになっていた。シーズン5において、ジョックとエリ―がヨーロッパからダラスに帰宅する途中、ユーイング・オイルの法的実務のためワシントンD.C.に立ち寄った。国務省はジョックに南米での石油掘削を依頼した。ジョックは世界恐慌の時代にテキサスで石油を掘り当てたことを思い返して期待を込めた。ジョックは南米に向かい、エリ―はダラスに戻ったが、家族は度々ジョックと電話で話すシーンがあった。1982年1月8日、エピソード「"The Search"」において、ジョックは南米からダラスに帰宅する途中にヘリコプターの事故で亡くなり、フラッシュバックで登場した。
デイヴィスが亡くなり、演じていたジョック・ユーイングが亡くなった後でも『ダラス』の中で想い出話として度々登場した。

## 私生活
1949年、2回の短期間の結婚生活の後、サンセット・ストリップにあるクラブ「モーカンボ」にてブランチェ・ハマラー(1918年–2009年)と出会った。その後結婚し、1981年にデイヴィスが亡くなるまで婚姻関係は30年以上続いた。
一人娘のタラ・ダイアン・デイヴィス(1953年1月15日 – 1970年2月9日)は17歳の時に自動車事故で亡くなった。『ダラス』で息子の嫁パメラ役を演じたヴィクトリア・プリンシパルが娘にそっくりだということで親しくしていた。

## 死
1981年4月26日、71歳でカリフォルニア州ノースリッジにある自宅で亡くなった。カリフォルニア州グレンデイルにあるフォレスト・ロウン記念公園墓地に埋葬された。

## 栄誉
1960年2月、テレビドラマ20作の50エピソードにゲスト出演し、『Stories of the Century』および『Rescue 8』の双方で主演していたとして、カリフォルニア州ハリウッドにあるハリウッド・ウォーク・オブ・フェームのハリウッド・ブールヴァ―ド6290番に星を埋め込まれた。

## フィルモグラフィ
| 年   | 題                                                                                       | 役                                          | 特記                        |
| ---- | ---------------------------------------------------------------------------------------- | ------------------------------------------- | --------------------------- |
| 1942 | Cairo                                                                                    | 軍曹                                        | クレジット無し              |
| 1942 | 北西警備隊 Northwest Rangers                                                             | 騎馬警官                                    | クレジット無し              |
| 1942 | Keep 'Em Sailing                                                                         | ジョセフ・カミンズ                          | 短編映画                    |
| 1942 | White Cargo                                                                              | 水上飛行機操縦士                            | クレジット無し              |
| 1942 | 剣なき闘い Tennessee Johnson                                                             | リポーター                                  | クレジット無し              |
| 1942 | Stand By for Action                                                                      | トーカー                                    | クレジット無し              |
| 1943 | Three Hearts for Julia                                                                   | 『デイリー・グローブ』紙のスタッフ          | クレジット無し              |
| 1943 | 勝利への出撃 Pilot #5                                                                    | 憲兵                                        | クレジット無し              |
| 1943 | 海兵隊魂とともに Salute to the Marines                                                   | サンダース兵卒                              | クレジット無し              |
| 1943 | Swing Shift Maisie                                                                       | 捜査官                                      | クレジット無し              |
| 1945 | What Next, Corporal Hargrove?                                                            | ヒル軍曹                                    |                             |
| 1946 | Up Goes Maisie                                                                           | マシュウズ                                  | クレジット無し              |
| 1946 | Gallant Bess                                                                             | ハリー                                      |                             |
| 1947 | 始めか終わりか The Beginning or the End                                                  | テニアン島のパイロット                      |                             |
| 1947 | The Romance of Rosy Ridge                                                                | バッジ・デザーク                            |                             |
| 1947 | スケルトンの映画騒動 Merton of the Movies                                                | ヴォン・ストラットのアシスタント            | クレジット無し              |
| 1947 | 悪名高きテキサス人 The Fabulous Texan                                                    | サム・バス                                  |                             |
| 1948 | 幸福への招待状 Winter Meeting                                                            | スリック・ノヴァック                        |                             |
| 1949 | Red Stallion in the Rockies                                                              | デイヴ・ライダー                            |                             |
| 1949 | 地獄の銃火 Hellfire                                                                      | 詐欺師のストーナー                          |                             |
| 1949 | Yes Sir, That's My Baby                                                                  | ジョー・タスカレリ                          |                             |
| 1949 | 曠野の追撃 Brimstone                                                                     | ニック・コーティーン                        |                             |
| 1950 | 西部の無法男 The Savage Horde                                                            | マイク・ベイカー中尉                        |                             |
| 1950 | Hi-Jacked                                                                                | ジョー・ハーパー                            |                             |
| 1950 | 決闘カリブ街道 The Cariboo Trail                                                         | ビル・ミラー                                |                             |
| 1950 | 西部の怒り The Showdown                                                                  | コクラン                                    |                             |
| 1950 | 流れ者の復讐 California Passage                                                          | リンカーン・コリー                          |                             |
| 1951 | Three Desperate Men                                                                      | フレッド・デントン                          |                             |
| 1951 | 地獄の砦 Oh! Susanna                                                                     | アイラ・ジョーダン                          |                             |
| 1951 | Cavalry Scout                                                                            | スポルディング軍曹                          |                             |
| 1951 | 決死の騎兵隊 Little Big Horn                                                             | ドアン・モイラン伍長                        |                             |
| 1951 | Silver Canyon                                                                            | ウェイド・マコーリー                        |                             |
| 1951 | 怪船シー・ホーネット The Sea Hornet                                                      | トニー・サリヴァン                          |                             |
| 1952 | シマロンの女拳銃 Rose of Cimarron                                                        | ウィリー・ホワイトウォーター                |                             |
| 1952 | Woman of the North Country                                                               | スティーヴ・パウエル                        |                             |
| 1952 | 果てしなき蒼空 The Big Sky                                                               | ストリーク                                  |                             |
| 1952 | ハチェット牧場の対決 Ride the Man Down                                                   | レッド・コーティーン                        |                             |
| 1953 | Bandit Island                                                                            | ブラッド・ビロウズ                          | 短編映画                    |
| 1953 | 私刑される女 Woman They Almost Lynched                                                   | コール・ヤンガー                            |                             |
| 1953 | 真紅の女 The President's Lady                                                            | ジェイソン・ロバーズ                        | クレジット無し              |
| 1954 | テキサス街道 Jubilee Trail                                                               | シルキー                                    |                             |
| 1954 | The Big Chase                                                                            | ブラッド・ビロウズ                          |                             |
| 1954 | コロラドの急襲 The Outcast                                                               | リントン・コスグレイヴ少佐                  |                             |
| 1954 | The Outlaw's Daughter                                                                    | ダン・ポーター保安官                        |                             |
| 1954 | Hell's Outpost                                                                           | サム・ホーム                                |                             |
| 1955 | 野性地帯 Timberjack                                                                      | プール                                      |                             |
| 1955 | アラモの砦 The Last Command                                                              | ベン・エヴァンズ                            |                             |
| 1955 | 硝煙のユタ荒原 The Vanishing American                                                    | グレンドン                                  |                             |
| 1955 | Last of the Desperados                                                                   | ジョン・ポー主席補佐官                      |                             |
| 1956 | 脱獄囚 The Bottom of the Bottle                                                          | ジョージ・ケイディ                          |                             |
| 1956 | The Wild Dakotas                                                                         | アーロン・ベアリング                        |                             |
| 1956 | The Maverick Queen                                                                       | ジェフ・ヤンガー                            |                             |
| 1956 | Blonde Bait                                                                              | ニック・ランドール                          | クレジット無し (USA版)      |
| 1956 | Frontier Gambler                                                                         | トニー・バートン                            |                             |
| 1957 | C牧場の対決 Duel at Apache Wells                                                         | ディーン・カネリー                          |                             |
| 1957 | 西部の顔役 The Quiet Gun                                                                 | ラルフ・カーペンター                        |                             |
| 1957 | 偽保安官 The Badge of Marshal Brennan                                                    | ジェフ・ハーラン                            |                             |
| 1957 | 昆虫怪獣の襲来 Monster from Green Hell                                                   | ドクター・クエント・ブレイディ              |                             |
| 1957 | The Restless Breed                                                                       | ニュートン                                  |                             |
| 1957 | 最後の駅馬車 The Last Stagecoach West                                                    | ビル・キャメロン                            |                             |
| 1957 | アパッチの猛襲 Apache Warrior                                                            | ベン・ジーグラー                            |                             |
| 1957 | 略奪者の群 Raiders of Old California                                                     | キャプテン・アンガス・クライド・マケイン    |                             |
| 1958 | The Toughest Gun in Tombstone                                                            | ジョニー・リンゴ                            |                             |
| 1958 | Wolf Dog                                                                                 | ジム・ヒューズ                              |                             |
| 1958 | Flaming Frontier                                                                         | ヒュー・カーヴァ―大佐                       |                             |
| 1958 | A Lust to Kill                                                                           | マット・ゴードン保安官                      |                             |
| 1959 | 腰抜け列車強盗 Alias Jesse James                                                         | フランク・ジェイムス                        |                             |
| 1960 | Noose for a Gunman                                                                       | ケース・ブリットン                          |                             |
| 1960 | 荒野の七人 The Magnificent Seven                                                         | ガンマン                                    | クレジット無し              |
| 1961 | Frontier Uprising                                                                        | ジム・ストックトン                          |                             |
| 1961 | The Gambler Wore a Gun                                                                   | ケース・シルヴァソーン                      |                             |
| 1964 | Iron Angel                                                                               | ウォルシュ軍曹                              |                             |
| 1965 | Zebra in the Kitchen                                                                     | アダム・カーライル                          |                             |
| 1966 | Jesse James Meets Frankenstein's Daughter                                                | マクフィー保安官                            |                             |
| 1966 | エル・ドラド El Dorado                                                                   | ジム・パーヴィス (バート・ジェイソンのボス) |                             |
| 1967 | ユタ砦 Fort Utah                                                                         | スケアクロウ                                |                             |
| 1967 | Border Lust                                                                              |                                             |                             |
| 1968 | The Road Hustlers                                                                        | ノア・リーディ                              |                             |
| 1968 | They Ran for Their Lives                                                                 | ヴィンス・バラード                          |                             |
| 1969 | The Ice House                                                                            | ジェイク                                    |                             |
| 1970 | Five Bloody Graves                                                                       | クレイ・ベイツ                              |                             |
| 1970 | モンテ・ウォルシュ Monte Walsh                                                           | キャル・ブレナン                            |                             |
| 1970 | リオ・ロボ Rio Lobo                                                                      | ライリー                                    |                             |
| 1971 | Vanished                                                                                 | クーリッジ大佐                              | テレビ映画                  |
| 1971 | 100万ドルの血斗 Big Jake                                                                 | リンチ団長                                  |                             |
| 1971 | Dracula vs. Frankenstein                                                                 | マーティン軍曹                              |                             |
| 1971 | The Trackers                                                                             | ネイラー保安官                              | テレビ映画                  |
| 1972 | The Honkers                                                                              | ポッター保安官                              |                             |
| 1972 | 夕陽の群盗 Bad Company                                                                   | 保安官                                      |                             |
| 1973 | リトル・インディアン One Little Indian                                                   | トレイル・ボス                              |                             |
| 1973 | Deliver Us from Evil                                                                     | ディキシー                                  | テレビ映画                  |
| 1974 | パララックス・ビュー The Parallax View                                                   | ジョージ・ハモンド                          |                             |
| 1974 | Inferno in Paradise                                                                      | ロッキー・ストラトン                        |                             |
| 1975 | Satan's Triangle                                                                         | ハル・バンクロフト                          | テレビ映画                  |
| 1975 | The Runaway Barge                                                                        | バックショット・ベイツ大佐                  | テレビ映画                  |
| 1976 | Law of the Land                                                                          | パット・ランブローズ保安官                  | テレビ映画                  |
| 1977 | The Legend of Frank Woods                                                                | 代議士                                      |                             |
| 1977 | Enigma                                                                                   | ヴァレンタイン大佐                          | テレビ映画                  |
| 1977 | 勇気ある友情 Just a Little Inconvenience                                                 | デイヴ・エリクソン                          | テレビ映画                  |
| 1977 | クワイヤボーイズ The Choirboys                                                           | ドロベック大佐                              |                             |
| 1978 | Killing Stone                                                                            | バリー・タイラ―議員                         | テレビ映画                  |
| 1978 | カムズ・ア・ホースマン Comes a Horseman                                                  | ジュリー・ブロッカー                        |                             |
| 1980 | 異次元へのパスポート The Day Time Ended                                                  | グラント・ウィリアムズ                      |                             |
| 1981 | 伝説の速球王／サッチェル・ペイジ物語 Don't Look Back: The Story of Leroy 'Satchel' Paige | ミスター・ウィルカーソン                    | テレビ映画 (最後の映画出演) |

| 年                  | 題                                                                    | 役                                                                                              | 特記 |
| ------------------- | --------------------------------------------------------------------- | ----------------------------------------------------------------------------------------------- | --- |
| 1951–1954           | Fireside Theatre                                                      | ストリーター大佐 ルーサー ウェスリー・ディーン                                                  | 9エピソード |
| 1952                | Dangerous Assignment                                                  | ビル・ノートン ウォルター・ノートン メイカム中佐 ホルコム ガード                                | 5エピソード |
| 1952                | Gang Busters                                                          | ボブ・スチュワート大佐                                                                          | エピソード: "The Barrow Gang" |
| 1952                | The Unexpected                                                        | 探偵                                                                                            | エピソード: "Leopards in Lighting" |
| 1952–1953           | Cowboy G-Men                                                          | トム・オウエンズ ジャック・ウォードロウ保安官 ウィルソン ダンス/シェイファー・ヘンチマン        | エピソード: "Running Iron" エピソード: "Silver Shotgun" エピソード: "Stolen Dynamite" エピソード: "Double Crossed"                                 |
| 1953                | Death Valley Days                                                     | マーク・テイバー議員                                                                            | シーズン2, エピソード2, "Little Washington" |
| 1953–1969           | Death Valley Days                                                     | ポニー・クラギン ルーク・キャンベル マンリー 保安官 ウィリアム・バトラー大佐                    | 9エピソード |
| 1954–1955           | Stories of the Century                                                | マット・クラーク                                                                                | 39エピソード |
| 1955                | Cavalcade of America                                                  | J・L・アームストロング                                                                          | エピソード: "The Texas Rangers" |
| 1957                | The Millionaire                                                       | ジム・ドリスキル                                                                                | エピソード: "The Jim Driskill Story" |
| 1957                | Playhouse 90                                                          | 保安官                                                                                          | エピソード: "Four Women in Black" |
| 1957–1958           | The Silent Service                                                    | ウォルター・ルース                                                                              | エピソード: "Boomerang" エピソード: "Cargo for Crevalle" エピソード: "The Sea Devil Attacks Puget Sound"                                           |
| 1957 1961 1962      | Tales of Wells Fargo                                                  | アル・ポーター サム・ホーン ジョナス・ソイヤー                                                  | エピソード: "Two Cartridges" エピソード: "The Lobo" エピソード: "Don't Wake a Tiger"                                                               |
| 1958                | 26 Men                                                                | ファーザー・ディエゴ                                                                            | エピソード: "The Bells of St. Thomas" |
| 1958                | M Squad                                                               | ハリー・エヴァンズ / ミッキー・セヴィル                                                         | エピソード: "The Case of the Double Face" |
| 1958–1960           | Rescue 8                                                              | ウェス・キャメロン                                                                              | 78エピソード |
| 1958 1960           | General Electric Theater                                              | フィッツ コール・トルート                                                                       | エピソード: "The Castaway" エピソード: "Journey to a Wedding"                                                                                      |
| 1959                | モーガン警部 U.S. Marshal                                             | ハーヴェイ・グランガー                                                                          | エピソード: "Federal Agent" |
| 1959                | Yancy Derringer                                                       | ブレット・パイク                                                                                | エピソード: "Two Tickets to Promontory" |
| 1960                | Markham                                                               | ニール・ホランド                                                                                | エピソード: "The Snowman" |
| 1960                | The Tall Man                                                          | ボブ・オリンガー                                                                                | エピソード: "Forty-Dollar Boots" エピソード: "The Lonely Star"                                                                                     |
| 1960 1962–1963      | ララミー牧場 Laramie                                                  | ヘイク・バラード ベン・マキトリック ジョー ジム・ジェネウェイ                                   | エピソード: "Trail Drive" エピソード: "Shadow of the Past" エピソード: "The Dispossessed" エピソード: "Trapped"                                    |
| 1960 1962 1963 1964 | Wagon Train                                                           | ゲイブ・ヘンリー ダン・ライアン クライド・ハブル ラド・ベイシャム                               | エピソード: "The Candy O'Hara Story" エピソード: "The Eve Newhope Story" エピソード: "The Jim Whitlow Story" エピソード: "The Melanie Craig Story" |
| 1961                | Manhunt                                                               | ケイトリン オットー                                                                             | エピソード: "Kidnapped" エピソード: "The Guest of Honor                                                                                            |
| 1961                | The Deputy                                                            | トレイス・フェラン                                                                              | エピソード: "The Lonely Road" |
| 1961                | Coronado 9                                                            | バートン・キンケイド                                                                            | エピソード: "Gone Goose" |
| 1961                | Outlaws                                                               | スティード                                                                                      | エピソード: "The Brothers" |
| 1961                | Gunslinger                                                            | ジェブ・クレイン                                                                                | エピソード: "New Savannah" |
| 1961                | The Aquanauts                                                         | サム・ホーガス                                                                                  | エピソード: "The Diana Adventure" |
| 1961                | Whispering Smith                                                      | サム・チャンドラー                                                                              | エピソード: "The Homeless Wind" |
| 1961 1965 1968      | ボナンザ Bonanza                                                      | サム・ウルフ ジョニー サム・バトラー                                                            | エピソード: "The Gift" エピソード: "Lothario Larkin" エピソード: "The Arrival of Eddie"                                                            |
| 1962                | Thriller                                                              | 保安官                                                                                          | エピソード: "'Til Death Do Us Part" |
| 1962                | Lassie                                                                | エド・ベイツ                                                                                    | エピソード: "Quick Brown Fox" |
| 1962                | Stoney Burke                                                          | シェップ・ウィンターズ                                                                          | エピソード: "Cousin Eunice" |
| 1962                | Have Gun – Will Travel                                                | アル・ロング                                                                                    | エピソード: "The Treasure" |
| 1962 1964           | Perry Mason                                                           | ジョージ・テイバー ジョー・ファレル                                                             | エピソード: "The Case of the Fickle Filly" エピソード: "The Case of a Place Called Midnight"                                                       |
| 1962 1965           | ローハイド Rawhide                                                    | サム・ジェイソン保安官                                                                          | エピソード: "The Greedy Town" Episode: "The Pursuit"                                                                                               |
| 1963                | ドナ・リード・ショー The Donna Reed Show                              | レッド                                                                                          | エピソード: "Pioneer Woman" |
| 1963                | Alcoa Premiere                                                        | ティム                                                                                          | エピソード: "Jenny Ray" |
| 1964                | 名犬ロンドン物語 The Littlest Hobo                                    | ダニー・キルガレン                                                                              | エピソード: "Double-Cross" |
| 1965                | ザ・ルーシー・ショー The Lucy Show                                    | カーディナス                                                                                    | エピソード: "Lucy Goes to Vegas" |
| 1965                | Laredo                                                                | ウェス・コトレル保安官                                                                          | エピソード: "The Golden Trail" |
| 1965 1966           | Branded                                                               | マラキ・マドック ウィーラー ジェイムス・スワニー                                                | エピソード: "One Way Out" エピソード: "Salute the Soldier Briefly" エピソード: "The Assassins: Part 1 & 2"                                         |
| 1966                | タイムトンネル The Time Tunnel                                        | ジム・ボウイ大佐                                                                                | エピソード: "The Alamo" |
| 1966 1967 1969      | Daniel Boone                                                          | カーペンター サム・ラルストン スカド・タンブリル レイフ・カーソン                               | エピソード: "River Passage" エピソード: "The Ordeal of Israel Boone" エピソード: "A Pinch of Salt" エピソード: "The Road to Freedom"               |
| 1967                | Hondo                                                                 | クランツ                                                                                        | エピソード: "Hondo and the Eagle Claw" エピソード: "Hondo and the War Cry" エピソード: "Hondo and the War Hawks"                                   |
| 1966–1974           | ガンスモーク Gunsmoke                                                 | ウェス・キャメロン シャックウッド保安官 アモス・カーヴァ― デイヴ・カーペンター ルーク・ランボー | 11エピソード |
| 1967                | Cimarron Strip                                                        | クロ・ヴァードマン                                                                              | エピソード: "The Search" |
| 1968                | The Guns of Will Sonnett                                              | ホークス保安官                                                                                  | エピソード: "The Warriors" |
| 1968                | バージニアン The Virginian                                            | マッキンリー                                                                                    | エピソード: "The Heritage" |
| 1970                | The High Chaparral                                                    | ロビンズ                                                                                        | エピソード: "New Hostess in Town" |
| 1971                | The Men from Shiloh                                                   | ロパー                                                                                          | エピソード: "The Politician" |
| 1972                | 四次元への招待 Night Gallery                                          | エイブ・ベネット                                                                                | エピソード: "The Waiting Room" |
| 1972                | The Bold Ones: The New Doctors                                        | ピーター・マーリノ                                                                              | エピソード: "Discovery at Fourteen" |
| 1972                | The Sixth Sense                                                       | アンソン・ベージュ                                                                              | エピソード: "Echo of a Distant Scream" |
| 1972                | FBIアメリカ連邦警察 The F.B.I.                                        | エリス・ベントン                                                                                | エピソード: "The Runner" |
| 1972                | ワンダフル・ワールド・オブ・ディズニー The Wonderful World of Disney  | ポーター大佐                                                                                    | エピソード: "The High Flying Spy" Part 1 |
| 1973                | Cannon                                                                | ヘンリー・ロードン                                                                              | エピソード: "The Seventh Grave" |
| 1973                | 燃えよ! カンフー Kung Fu                                              | ジョー・ウォーカー グローガン保安官                                                             | エピソード: "The Soul is the Warrior" Episode: "The Well"                                                                                          |
| 1973                | Banacek                                                               | エド・マッケイ                                                                                  | エピソード: "If Max is So Smart, Why Doesn't He Tell Us Where He Is?"                                                                              |
| 1973 1974           | The Streets of San Francisco                                          | レイド・ブラッドショー ロイ・ジョンソン                                                         | エピソード: "Shattered Image" エピソード: "The Hard Breed"                                                                                         |
| 1974                | The Cowboys                                                           | ビル・ウィンター保安官                                                                          | 12エピソード |
| 1975                | Caribe                                                                | デイヴィッド・メイフィールド                                                                    | エピソード: "Lady Killer" |
| 1976                | The Blue Knight                                                       | ダニエルズ                                                                                      | エピソード: "Death Echo" |
| 1976                | The Quest                                                             | プルマン保安官                                                                                  | エピソード: "Prairie Woman" |
| 1977                | The Oregon Trail                                                      | J. D.プライス                                                                                   | エピソード: "Evan's Vendetta" |
| 1977                | Hunter                                                                | レイモンド・スペンサー                                                                          | エピソード: "The Hit" |
| 1978                | Project U.F.O.                                                        | アール・クレイ                                                                                  | エピソード: "Sighting 4002: The Joshua Flats Incident"                                                                                             |
| 1979                | ワンダフル・ワールド・オブ・ディズニー 'The Wonderful World of Disney | ポップ・エイプリング                                                                            | エピソード: "Trail of Danger" Parts 1 & 2 |
| 1978–1981           | ダラス Dallas                                                         | ジョック・ユーイング                                                                            | 77エピソード (最後のテレビ出演) |